# Chiasmocleis magnova
Chiasmocleis magnova е вид жаба от семейство Тесноусти жаби (Microhylidae).

## Разпространение и местообитание
Видът е разпространен в Перу.
Обитава гористи местности и места с песъчлива почва.